# Friedrich Seeberg
Friedrich Seeberg, in russo Фридрих Георгиевич Зееберг, Fridrich Georgievič Zeeberg? (San Pietroburgo, 9 ottobre 1871 [27 settembre del calendario giuliano] – mare della Siberia orientale, novembre-dicembre 1902), è stato un astronomo ed esploratore russo.
Partecipò alla spedizione polare russa del 1900-1902. 

## Biografia

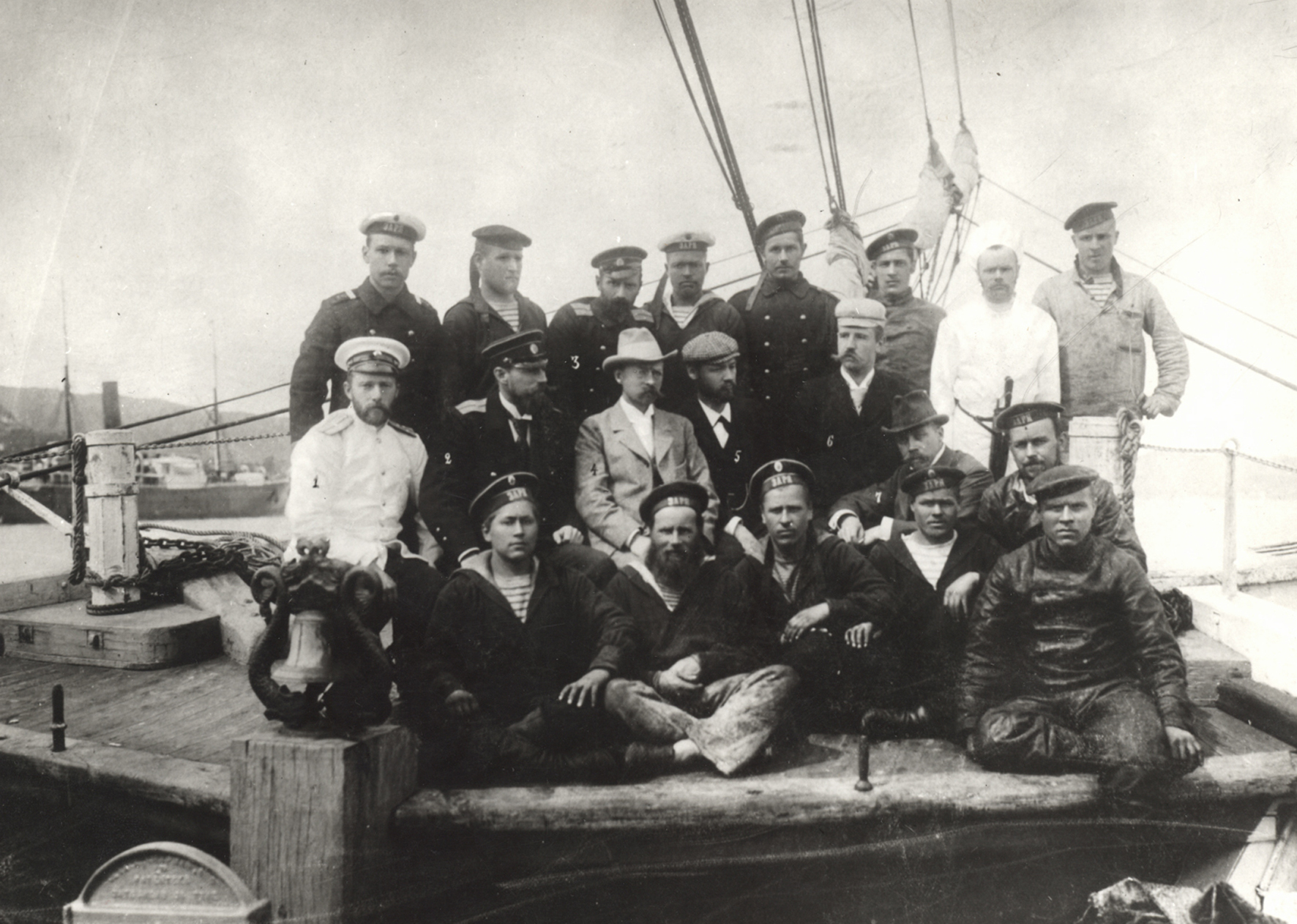
L'equipaggio della Zarja. In seconda fila da sinistra: Kolomeitsev, Matisen, von Toll, von Walter, Seeberg e Bjalynickij-Birulja.

Di origine Baltico-tedesca, figlio del pastore Georg Theodor Seeberg e di Caroline Elverfeldt, terminò gli studi di matematica e astronomia presso l'università di Dorpat nel 1897.
Prese parte alla spedizione polare russa del 1900-1902 di Eduard Gustav von Toll sulla nave Zarja come astronomo e meteorologo. Guidò alcune osservazioni astronomiche durante la spedizione. Durante il primo svernamento al largo della costa della penisola del Tajmyr, fece una lunga escursione geologica con Toll.
Il 23 maggio 1902, Toll, Seeberg, assieme ad altre due persone, lasciarono il luogo di svernamento della Zarja nella baia di Nerpič'ju, sulla sponda occidentale dell'isola Kotel'nyj, su tre slitte per raggiungere ed esplorare l'isola di Bennett e cercare la Terra di Sannikov. Nel novembre del 1902 scomparvero senza lasciare traccia.
La spedizione di soccorso del 1903 condotta da Aleksandr Vasil'evič Kolčak ritrovò sull'isola di Bennett la mappa disegnata da Seeberg, le collezioni scientifiche della spedizione, i diari di von Toll e una nota che indicava come il gruppo di esploratori avesse lasciato l'isola il 26 ottobre del 1902. Dovevano essere quindi scomparsi nel mare della Siberia orientale tra il novembre e il dicembre del 1902.

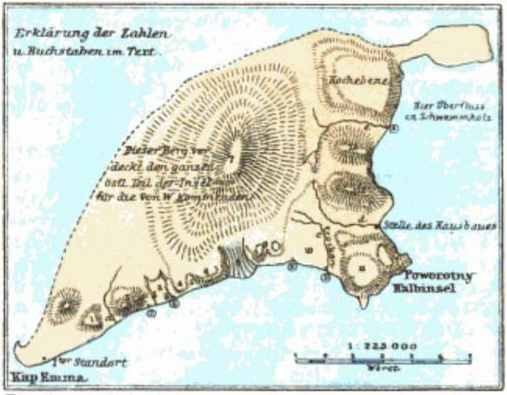
Mappa dell'isola di Bennett disegnata da Friedrich Seeberg

## Luoghi dedicati
- Baia di Seeberg (Залив Зеберга), insenatura all'interno del golfo del Tajmyr. Così chiamata da von Toll nel 1901.[4]
- Il fiume che scorre nella baia di Seeberg e una montagna.[4] Nominati dal topografo N.N. Kolčin nel 1940.[3]
- Un altopiano e un fiume nella parte centrale dell'isola Kotel'nyj.[5]
- Un ghiacciaio sull'isola di Bennett. Nominato nel 1903 dalla spedizione polare.[6]